# Grasmere (Nouvelle-Zélande)
Grasmere est une banlieue de la cité d’Invercargill, située dans le sud de l’Île du Sud de la Nouvelle-Zélande.

## Caractéristiques
Le secteur est bas situé et à risque d’inondation par l’élévation du niveau de la mer.

## Démographie
La zone statistique de «Prestonville-Grasmere» couvre 3,20 km2 et a une population estimée de 3 880 résidents en juin 2022 avec une densité de population de 1 213 personnes par km2.
Le secteur de Prestonville-Grasmere avait une population de 3 720 habitants lors du recensement de 2018 en Nouvelle-Zélande, en augmentation de 207 personnes (soit 5,9 %) depuis le recensement de 2013 et en augmentation de 267 personnes (soit 7,7 %) depuis le  recensement de 2006 .
Il y a 1 413 logements.
On compte 1 791 hommes et 1 929 femmes, donnant un sexe-ratio de 0,93 homme pour une femme.
L’âge médian est de 36,3 ans  (comparé avec les 37,4 ans au niveau national), avec 792 personnes (soit 21,3 %) âgées de moins de 15 ans, 690 personnes (18,5 %) âgées de 15 à 29 ans, 1 530 personnes (41,1 %) âgées de 30 à 64 ans, et 711 personnes (soit 19,1 %) âgées de 65 ans ou plus.
L’éthnicité est pour 90,2 % européens/Pākehā, pour 15,2 % Māori, 2,1 % personnes du Pacifique, 3,7 % d’origine asiatique et 1,9 % d’une autre éthnicité (le total peut faire plus de 100 % dans la mesure où une personne peut s’identifier de multiples ethnicités).
La proportion de personnes nées outre-mer est de 8,6 %, comparée avec les 27,1 % au niveau national.
Bien que certaines personnes objectent à donner leur religion lors du recensement, 58,4 % n’ont aucune religion, 33,5 % sont chrétiens, 0,1 % sont hindouistes, 0,2 % sont musulmans, 0,2 % sont bouddhistes et 2,2 % ont une autre religion.
Parmi ceux d’au moins 15 ans d’âge, 330 personnes (soit 11,3 %) ont un niveau de licence ou un degré supérieur et 855 personnes (soit 29,2 %) n’ont aucune qualification formelle.
Le revenu médian est de 31 400 $, comparé avec les 31 800 $ au niveau national. 336 personnes (soit 11,5 %) gagnent plus de 70 000 $ comparés avec les 17,2 % au niveau national.
Le statut d’emploi de ceux d’au moins 15 ans d’âge est pour 1 512 personnes (51,6 %) un emploi à plein temps, pour 408 personnes (soit 13,9 %) un emploi à temps partiel et 96 personnes (3,3 %) sont sans emploi.

## Histoire
En 1984, la  rivière Waihopai bouscula ses berges, causant l’ inondation de la ville de Grasmere et d’autres banlieues .
Les maisons et les propriétés furent endommagées et certaines personnes devinrent sans abri ou perdirent leur travail  
Des berges inondables furent installées pour prévenir des inondations ultérieures .

## Éducation
- L’école de «Grasmere School» ouvrit  vers 1928[6] puis fut fusionnée avec celle de Waikiwi et de «West Plains school» en 2005[7] et ferma en 2009[8].

Le site de l’école fut vendu à un propriétaire privé en 2007 et le conseil de la cité d'Intercargill (en) donna son approbation pour que le site soit divisé en lotissement en 2008, et le site fut vendu en action en deux parties en 2009.

## Particularité
Entre l’année 2017 et 2018, Grasmere fut la seule banlieue d’Invercargill, où le prix médian des maisons a décliné .